# Českobratrský evangelický sbor (Beroun)
Českobratrský evangelický sbor v Berouně je řadový dům v severní frontě domů Husova náměstí v Berouně.

## Historie
Jednopatrový barokní dům stojí na úzké gotické parcele. V roce 1911 budovu zakoupili berounští evangelíci, v roce 1912 se pak uskutečnila rekonstrukce, která zásadně změnila podobu fasády. V roce 1934 Jaromír Klimecký, první farář samostatného sboru, označil po svém příjezdu do Berouna sborový dům "velmi sešlý", v roce 1938 pak proběhla další rekonstrukce objektu. V roce 1969 došlo k výměně přízemního výkladce za tři úzká okna. Další generální opravu celého objektu pak zorganizovala farářka Alena Balabánová v letech 1979–80.
Od roku 1994 je budova chráněnou kulturní památkou.

## Architektura
Nejnápadnějším prvkem průčelí je masivní obdélníková atika s náboženským motivem z roku 1938. Autory výzdoby štítu jsou sochař Zdeněk Dvořák, malíř Miloš Antonovič a architekt Jan Slavík. Zajímavé je také uplatnění režného zdiva, a to na částí fasády v přízemí, na lizénách lemujících první a patro a také na překladech oken.
V přízemí je provozována ordinace, patro pak slouží Českobratrské církvi jako modlitebna a kanceláře.